# 道の駅みまの里
道の駅みまの里（みちのえき みまのさと）は、徳島県美馬市にある徳島県道12号の道の駅である。徳島県では16番目の道の駅となる。

## 施設
- 駐車場
  - 普通車:63台、大型車3台、身障者用2台[4]
- トイレ14器
- 観光交流センター
- 産地直売所
- 農家レストラン
- 防災倉庫

## 沿革
- 2017年8月 - 起工[5]。総事業費は約11億7千万円[3]。
- 2018年6月2日 - 開業[3]。

## 周辺
- 郡里廃寺跡
- 寺町
- 願勝寺
- 吉野川

## アクセス
- 徳島自動車道美馬インターチェンジより車で5分。
- 貞光駅より車で9分。
- 美馬市役所より車で19分。